# (28603) Jenkins
(28603) Jenkins est un astéroïde de la ceinture principale.

## Description
(28603) Jenkins est un astéroïde de la ceinture principale. Il fut découvert le 4 mars 2000 aux Monts Santa Catalina par le projet CSS. Il présente une orbite caractérisée par un demi-grand axe de 2,52 UA, une excentricité de 0,10 et une inclinaison de 2,5° par rapport à l'écliptique.

## Compléments